# فرانسيز فارمر
فرانسيز فارمر (بالإنجليزية: Frances Farmer)‏ (و. 1913 – 1970 م) هي ممثلة أفلام، وممثلة مسرحية، وممثلة تلفزيونية أمريكية، ولدت في سياتل، توفيت في إنديانابوليس، عن عمر يناهز 57 عاماً، بسبب سرطان المريء، وسرطان الحنجرة.

## التعليم
تعلمت في جامعة واشنطن.

## وصلات خارجية
- فرانسيز فارمر على موقع IMDb (الإنجليزية)
- فرانسيز فارمر على موقع ألو سيني (الفرنسية)
- فرانسيز فارمر على موقع تيرنر كلاسيك موفيز (الإنجليزية)
- فرانسيز فارمر على موقع أول موفي (الإنجليزية)
- فرانسيز فارمر على موقع قاعدة بيانات برودواي على الإنترنت (الإنجليزية)
- فرانسيز فارمر على موقع قاعدة بيانات الأفلام السويدية (السويدية)
- فرانسيز فارمر على موقع إن إن دي بي (الإنجليزية)
- فرانسيز فارمر على موقع قاعدة بيانات الفيلم (الإنجليزية)
- فرانسيز فارمر على موقع كينوبويسك (الروسية)